# La Trémoille Paris
 (janvier 2015).
Si vous disposez d'ouvrages ou d'articles de référence ou si vous connaissez des sites web de qualité traitant du thème abordé ici, merci de compléter l'article en donnant les références utiles à sa vérifiabilité et en les liant à la section « Notes et références ».
Ne doit pas être confondu avec Hôtel de La Trémoille.
L’hôtel de La Trémoille est un établissement 5 étoiles de 93 chambres situé au 14 rue de La Trémoille dans le 8e arrondissement de Paris, construit en 1883.

## Historique
Construit en 1883, l'immeuble est en fait constitué de 3 bâtiments différents qui appartenaient à la famille Dupré. L’hôtel fut à plusieurs reprises entièrement rénové (la dernière rénovation, effectuée par Richard Martinet, a eu lieu en 2002).
Dès 1925, l’établissement privé ouvre ses portes et fonctionne à des fins commerciales. En 1961, il fut fréquenté par Louis Armstrong et Duke Ellington. L'hôtel a également accueilli d'autres clients célèbres : Orson Welles, Lady Gaga, Michel Audiard, Johnny Depp.
Le 27 janvier 1993, le catcheur et acteur français André The Giant y décède.
De 1968 à 1997, l’hôtel appartient au Lord Forte  au même titre que le Plaza Athénée et le Georges V.
De 1997 à 1999 l’hôtel est géré par le groupe Le Méridien. En 2000 le Scotsman Hotel Group en reprend les rênes pour effectuer d'importants travaux de rénovation. En 2006 l'hôtel est racheté par MBI International qui le gère depuis.

## Caractéristiques

### Architecture et décor
En 2002, l’architecte Richard Martinet repense l’hôtel associant courbes des années 1930 et style contemporain. Les rénovations dureront 15 mois. L'immeuble haussmannien, sa façade typique et ses balcons en fer forgé sont restaurés et conservés.
La fusion entre codes classiques et modernes offre des particularités telles que la grande porte d'entrée Art déco ou encore la tapisserie d'Aubusson présente dans la cage d'escalier principale.

### Chambres et services
L'hôtel dispose de 80 chambres et 13 suites, un bar et restaurant lounge Le Louis² ainsi qu'un Spa.